# 후쿠시마현 선거구
후쿠시마현 선거구(일본어: 福島県選挙区)는 일본의 참의원 선거구이다.

## 선거구 정보
| 지역      | 후쿠시마현 전역          |
| 의원 정수 | 2명 (개선 정수 1명)      |
| 유권자 수 | 1,563,688명 (2022년 9월) |

## 역대 의원
| 홀수회                         | 홀수회                              | 홀수회        | 짝수회                   | 짝수회                         | 짝수회                         |
| 의원 1                         | 의원 2                              | 선거          | 선거                     | 의원 1                         | 의원 2                         |
| ------------------------------ | ----------------------------------- | ------------- | ------------------------ | ------------------------------ | ------------------------------ |
| 마쓰다이라 쓰네오 (무소속)     | 유이 겐타로 (후쿠시마현 민주구락부) | 1947년 제1회  | 1947년 제1회             | 하시모토 만우에몬 (일본민주당) | 다나카 도시카쓰 (일본사회당)   |
| 이시하라 간이치로 (민주자유당) | 유이 겐타로 (후쿠시마현 민주구락부) | 1949년 보궐   |                          | 하시모토 만우에몬 (일본민주당) | 다나카 도시카쓰 (일본사회당)   |
| 이시하라 간이치로 (민주자유당) | 유이 겐타로 (후쿠시마현 민주구락부) |               | 1950년 제2회             | 하시모토 만우에몬 (자유당)     | 기무라 모리에 (자유당)         |
| 이시하라 간이치로 (민주자유당) | 유이 겐타로 (후쿠시마현 민주구락부) |               | 1951년 보궐              | 마쓰다이라 이사오 (자유당)     | 기무라 모리에 (자유당)         |
| 이시하라 간이치로 (자유당)     | 다바타 가네미쓰 (사회당 우파)       | 1953년 제3회  |                          | 마쓰다이라 이사오 (자유당)     | 기무라 모리에 (자유당)         |
| 이시하라 간이치로 (자유당)     | 다바타 가네미쓰 (사회당 우파)       |               | 1956년 제4회             | 오가와라 이치지 (일본사회당)   | 마쓰다이라 이사오 (자유민주당) |
| 이시하라 간이치로 (자유민주당) | 다바타 가네미쓰 (일본사회당)        | 1959년 제5회  |                          | 오가와라 이치지 (일본사회당)   | 마쓰다이라 이사오 (자유민주당) |
| 이시하라 간이치로 (자유민주당) | 다바타 가네미쓰 (일본사회당)        |               | 1962년 제6회             | 마쓰다이라 이사오 (자유민주당) | 오가와라 이치지 (일본사회당)   |
| 이시하라 간이치로 (자유민주당) | 무라타 히데조 (일본사회당)          | 1965년 제7회  |                          | 마쓰다이라 이사오 (자유민주당) | 오가와라 이치지 (일본사회당)   |
| 이시하라 간이치로 (자유민주당) | 무라타 히데조 (일본사회당)          |               | 1968년 제8회             | 스즈키 세이고 (자유민주당)     | 마쓰다이라 이사오 (자유민주당) |
| 무라타 히데조 (일본사회당)     | 다나베 시로 (자유민주당)            | 1971년 제9회  |                          | 스즈키 세이고 (자유민주당)     | 마쓰다이라 이사오 (자유민주당) |
| 무라타 히데조 (일본사회당)     | 다나베 시로 (자유민주당)            |               | 1974년 제10회            | 노구치 다다오 (일본사회당)     | 스즈키 세이고 (자유민주당)     |
| 무라타 히데조 (일본사회당)     | 스즈키 쇼이치 (자유민주당)          | 1977년 제11회 |                          | 노구치 다다오 (일본사회당)     | 스즈키 세이고 (자유민주당)     |
| 무라타 히데조 (일본사회당)     | 스즈키 쇼이치 (자유민주당)          |               | 1980년 제12회            | 야오이타 다다시 (일본사회당)   | 스즈키 세이고 (자유민주당)     |
| 사토 에이사쿠 (자유민주당)     | 무라타 히데조 (일본사회당)          | 1983년 제13회 |                          | 야오이타 다다시 (일본사회당)   | 스즈키 세이고 (자유민주당)     |
| 사토 에이사쿠 (자유민주당)     | 소에타 마스타로 (자유민주당)        | 1985년 보궐   |                          | 야오이타 다다시 (일본사회당)   | 스즈키 세이고 (자유민주당)     |
| 사토 에이사쿠 (자유민주당)     | 소에타 마스타로 (자유민주당)        |               | 1986년 제14회            | 스즈키 세이고 (자유민주당)     | 야오이타 다다시 (일본사회당)   |
| 이사하라 겐타로 (자유민주당)   | 소에타 마스타로 (자유민주당)        | 1988년 보궐   |                          | 스즈키 세이고 (자유민주당)     | 야오이타 다다시 (일본사회당)   |
| 아이타 조에이 (일본사회당)     | 이사하라 겐타로 (자유민주당)        | 1989년 제15회 |                          | 스즈키 세이고 (자유민주당)     | 야오이타 다다시 (일본사회당)   |
| 아이타 조에이 (일본사회당)     | 이사하라 겐타로 (자유민주당)        |               | 1992년 제16회            | 스즈키 세이고 (자유민주당)     | 사토 시즈오 (자유민주당)       |
| 아이타 조에이 (일본사회당)     | 오타 도요아키 (자유민주당)          | 1993년 보궐   |                          | 스즈키 세이고 (자유민주당)     | 사토 시즈오 (자유민주당)       |
| 오타 도요아키 (자유민주당)     | 와다 요코 (신진당)                  | 1995년 제17회 |                          | 스즈키 세이고 (자유민주당)     | 사토 시즈오 (자유민주당)       |
| 오타 도요아키 (자유민주당)     | 와다 요코 (신진당)                  |               | 1998년 제18회            | 사토 유헤이 (무소속)           | 이와키 미쓰히데 (자유민주당)   |
| 오타 도요아키 (자유민주당)     | 와다 요코 (민주당)                  | 2001년 제19회 |                          | 사토 유헤이 (무소속)           | 이와키 미쓰히데 (자유민주당)   |
| 오타 도요아키 (자유민주당)     | 와다 요코 (민주당)                  |               | 2004년 제20회            | 사토 유헤이 (민주당)           | 이와키 미쓰히데 (자유민주당)   |
| 가네코 에미 (민주당)           | 모리 마사코 (자유민주당)            | 2007년 제21회 | 2007년 보궐              | 마시코 데루히코 (민주당)       | 이와키 미쓰히데 (자유민주당)   |
| 가네코 에미 (민주당)           | 모리 마사코 (자유민주당)            |               | 2010년 제22회            | 마시코 데루히코 (민주당)       | 이와키 미쓰히데 (자유민주당)   |
| 모리 마사코 (자유민주당)       |                                     | 2013년 제23회 |                          | 마시코 데루히코 (민주당)       | 이와키 미쓰히데 (자유민주당)   |
| 모리 마사코 (자유민주당)       |                                     | 2016년 제24회 | 마시코 데루히코 (민진당) |                                |                                |
| 모리 마사코 (자유민주당)       | 2019년 제25회                       |               | 마시코 데루히코 (민진당) |                                |                                |
| 모리 마사코 (자유민주당)       |                                     | 2022년 제26회 | 호시 호쿠토 (자유민주당) |                                |                                |

## 최근 선거 결과

### 2016년 (제24회)
|  | 50.50% |

|  | 47.24% |

|  | 2.25% |

### 2019년 (제25회)
|  | 54.08% |

|  | 41.88% |

|  | 4.05% |

### 2022년 (제26회)
|  | 51.58% |

|  | 39.35% |

|  | 3.80% |

|  | 2.83% |

|  | 2.44% |

## 같이 보기
- 후쿠시마현 제1구
- 후쿠시마현 제2구
- 후쿠시마현 제3구
- 후쿠시마현 제4구
- 후쿠시마현 제5구